# 도요하라 지청
도요하라 지청(일본어: 豊原支庁)은 가라후토 청의 지청 중 하나이다. 지청 소재지는 도요하라 시이다.